# 2005년 5월
| 2005년: 1월 · 2월 · 3월 · 4월 · 5월 · 6월 · 7월 · 8월 · 9월 · 10월 · 11월 · 12월 |

| <           | 2005년 5월 | 2005년 5월 | 2005년 5월 | 2005년 5월 | 2005년 5월 | >          |
| 일          | 월         | 화         | 수         | 목         | 금         | 토         |
| 1 3.23 을유 | 2 24 병술  | 3 25 정해  | 4 26 무자  | 5 27 기축  | 6 28 경인  | 7 29 신묘  |
| 8 4.1 임진  | 9 2 계사   | 10 3 갑오  | 11 4 을미  | 12 5 병신  | 13 6 정유  | 14 7 무술  |
| 15 8 기해   | 16 9 경자  | 17 10 신축 | 18 11 임인 | 19 12 계묘 | 20 13 갑진 | 21 14 을사 |
| 22 15 병오  | 23 16 정미 | 24 17 무신 | 25 18 기유 | 26 19 경술 | 27 20 신해 | 28 21 임자 |
| 29 22 계축  | 30 23 갑인 | 31 24 을묘 |            |            |            |            |

| - 5월 29일 - 김영갑 - 5월 23일 - 박성용 - 5월 21일 - 정세영 편집하기 |

## 2005년5월 31일
- 조선민주주의인민공화국의 지난해 GDP 증가율이 2.2%, 1인당 국민소득은 914달러, 국민 총소득은 208억 달러로 추정된다고 한국은행이 밝혔다. 한편 2004년 말 북한 인구는 2270만 명인 것으로 알려졌다.
- 농촌지원을 위해 조선민주주의인민공화국에 국가 총동원령이 내려졌다고 세계식량계획 평양사무소가 밝혔다.
- 청동기시대에 만들어진 것으로 추정되는 한국에서 가장 오래된 논농사용 저수지가 경상북도 안동에서 발견됐다고 경북 영주 동양대박물관이 발표하다.
- 미국의 워터게이트사건에서 워싱턴 포스트지에 닉슨 행정부의 비리를 폭로했던 제보자가 미연방수사국(FBI)의 부국장이었던 마크 펠트씨인 것으로 밝혀지다.

## 2005년5월 30일
- 북파공작원 신형생씨가 북한에서 억류생활을 하고 있다고 납북자가족모임 측이 밝혔다.
- 자이툰 부대 근처에 폭탄 4발이 떨어졌다. 이에 따른 인명피해는 없다고 합동참모본부 측이 밝혔다.
- 유럽 헌법 비준을 결정하는 국민투표가 프랑스에서 부결되었다.
- 세계신문협회 총회가 이날 서울에서 개막됐다. 개막식에서 게빈 오렐리 세계신문협회 회장 대행은 한국의 새 신문법이 언론자유를 침해한다고 주장해 세계신문협회가 한국의 일부 독점언론에 편향적이라는 논란을 불러일으키다.
- 조지아에서 주둔중인 러시아군을 내년부터 완전철수하기로 양국 외무장관이 합의하다.

## 2005년5월 29일
- 초모랑마 휴먼원정대가 고 박무택 씨의 시신을 수습해 등반로 옆 돌무덤에 안장하다.

## 2005년5월 28일
- 대한민국 정부가 야치 쇼타로 일본 외무성 사무차관에 대한 일본 정부의 조치에 대해 "유감 표명으로 마무리 될 수 있는 일이 아니라고 생각한다"고 공식 논평하다.

## 2005년5월 27일
- 야치 쇼타로 일본 외무성 사무차관이 자신의 발언이 오해를 일으켜 유감스럽게 생각한다고 밝혔다.
- 정부와 각 시도지사가 공공기관 지방이전 기본협약을 체결했다. 이에 따르면 한국전력공사 본사를 유치하게 되는 지역은 한전 본사외에 관련회사 2개사만을 유치할 수 있게 된다.
- 노무현 대통령은 행담도 개발사업에 관련해 적절치 못한 직무행위를 한 문정인 동북아시대위원장과 정태인 국민경제자문회의 사무차장의 사표를 수리하기로 하다.
- 사측의 노조탄압혐의와 노조의 폭력시위로 문제가 된 울산건설플랜트 노사가 조합활동을 허용하고 불법 다단계 하도급을 없애는 데 대해 합의하다.

## 2005년5월 26일
- 야치 쇼타로 일본 외무성 사무차관이 미국은 한국을 신뢰하지 않는다고 한 발언이 문제가 되어 청와대가 일본 정부에 응분의 조치를 취할 것을 요구하다.
- 국정원 과거사건 진실규명을 통한 발전위원회가 김형욱 전 중앙정보부장이 김재규 중정부장의 지시로 파리근교에서 살해된 것으로 밝혀졌다고 발표하다.
- 농성중인 경기도 오산시 세교택지개발지구 철거민들에게 경찰이 사제 철제 새총을 만들어 쏴 다치게 한 사실이 드러나 경찰청은 화성경찰서장 등 관련자를 징계했다.

## 2005년5월 25일
- 대한민국 공정거래위원회는 시내전화 요금과 인터넷 전용회선 요금을 짬짜미(담합)한 KT와 하나로텔레콤에 각각 1159억7000만 원, 24억 원의 과징금을 부과하였다.
- 건설교통부와 국가균형발전위원회는 지방으로 옮길 수 있는 수도권의 공공기관 177개의 명단을 국회 건설교통위원회에 보고하였다.
- 노무현 대통령은 한국을 방문중인 룰라 브라질 대통령과 정상회담을 갖고,두 나라의 협력에 대해 논의하였다.
- 대한민국 국방부는 27일 민간인이 참여하는 군 과거사 진상규명위원회를 정식으로 열 것이라고 오늘 국회에 보고하였다.
- 철도공사의 러시아 유전개발 의혹과 관련해 수사중인 서울중앙지검은 이광재 열린우리당 의원을 참고인으로 소환해 조사하다.

## 2005년5월 24일
- 사스의 변종 바이러스인 휴먼 메타뉴모 바이러스가 대한민국에서는 처음으로 발견되었다.
- 한총련 소속 대학생들이 참여해 논란이 된 금강산 남북 대학생 상봉행사가 폐막되었다.
- 서울 남부지검은 건설 하청업체가 공사를 수주할 수 있도록 도와주는 대가로 2억 원을 받은 혐의로 이남순 전 한국노총 위원장을 체포하다.
- 6월 11일 워싱턴 백악관에서 한미 정상회담을 열기로 했다고 외교소식통이 전했다.
- 중국을 방문중인 박근혜 한나라당 대표와 후진타오 중국 국가주석이 인민대회당에서 회담을 가지다.
- 병역기피를 위해 이중국적자들이 한국국적을 버리는 것을 제한하는 새 국적법이 시행되다.

## 2005년5월 23일
- 조선민주주의인민공화국에서 구호물자 지원을 받기 위해 세 대의 선박이 군산항, 여수항, 울산항에 입항하다.

## 2005년5월 22일
- 조선민주주의인민공화국 외무성 대변인이 지난 5월 13일 뉴욕 시에서 북미간 접촉이 있었음을 밝히다.

## 2005년5월 20일
- 세계식량계획, WFP가 추가 지원을 받지 못하면 북한에 대해 모든 지원을 중단할 수도 있다고 발표하다.
- 콩고 민주 공화국의 에토움비에서 아홉 명의 에볼라 사망자가 발생하고 나서 격리조치되다.
- 현대자동차 앨라배마 공장이 준공되다. 이로써 대한민국 국적 자동차 회사로서는 처음으로 Made in USA를 생산하게 되다.

## 2005년5월 19일
- 개성에서 남북차관급회담이 열린 지 나흘 만에 남북 대표단이 "6.15 공동선언 기념행사에 남측 장관급 대표단 참석", "비료 20만 톤 지원", "서울에서 6월 21일에 남북 장관급 회담 개최"의 3개항에 합의하다.
- 황우석 서울대 석좌 교수가 "난치병 환자의 체세포를 복제하는 방식으로 난치병 치료에 중히 쓰일 배아 줄기 세포를 만들어 내는 데 성공했다"고 발표하다.
- 고려대학교 전체학생대표자 회의에서 총학생회 탄핵안이 부결되다.
- 서울환경연합은 대한민국에 팔리고 있는 라면의 나트륨 함량이 WHO 1일 기준치보다 크게 높은 것으로 나타났다고 밝혔다.

## 2005년5월 18일
- 11일 소속사의 불공정 계약에 대해 항의하고 결별하겠다고 발표했던 스마일매니아 소속 개그맨들이 오늘 소속사와 합의하고 결별하지 않기로 했다고 기자회견을 가지다.
- 삼보 컴퓨터가 경영난을 견디지 못하고 법정관리를 신청하다. (전자신문)
- 미국 공군이 우주에 무기를 배치해 지상의 적을 제압하는 스타워즈 계획을 수립해 미 대통령의 승인을 기다리고 있다고 뉴욕 타임스가 보도하다.

## 2005년5월 14일
- 두발 자유를 위한 5·14 청소년 행동의 날 행사가 열리다.

## 2005년5월 13일
- 우즈베키스탄 안디잔에서 일어난 이슬람교인들의 반정부 시위가 진압되었다. 진압과정에서 정부군의 발포로 시위대 500명 이상이 숨진 것으로 파악되었다. (한겨레 보관됨 2005-05-25 - 웨이백 머신)

## 2005년5월 10일
- 유엔사령부는 5월 10일부터 5월 13일까지 용산기지에서 북한의 급박한 사태 때 대량 살상무기의 관리 문제를 논의하는 한미 전문가 회의를 열었다.

## 2005년5월 7일
- 학교교육에 의해 희생된 학생들을 위한 추모제가 광화문에서 열렸다. 최근 고1 학생들의 대입 내신비중 확대와 더불어 많은 주목을 받았던 이날 행사는 예상했던 것보다 학생들의 참여가 저조했다.
- 한 산부인과 신생아실에서 촬영된 것으로 추정되는 신생아 학대 사진이 한 간호조무사의 싸이월드 미니홈피를 통해 유포돼 경찰이 수사에 나섰다.

## 2005년5월 3일
- 과거사정리법안이 대한민국 국회를 통과하다.